# Успенка (Кемеровский район)
Успе́нка — посёлок в Кемеровском районе Кемеровской области. Входит в состав Арсентьевского сельского поселения.

## География
Посёлок расположен в начале Кузнецкого Алатау на реке Кельбес в 55 км северо-восточнее от Кемерова. Основан в 1927 году. Центральная часть населённого пункта расположена на высоте 300 метров над уровнем моря. В настоящее время имеются средняя школа, клуб, библиотека, медпункт, отделение связи, леспромхоз, сельсовет.

## Население
По данным Всероссийской переписи населения 2010 года, в посёлке Успенка проживает 248 человек (123 мужчины, 125 женщин).